# Jonas Wenström
Jonas Wenström (Hällefors, 4 de outubro de 1855 — Västerås, 22 de dezembro de 1893) foi um engenheiro elétrico sueco.
Foi um dos pioneiros da eletrotécnica da Suécia. Obteve em 1890 uma patente sueca do sistema trifásico.